# Grasdorf (Laatzen)
Grasdorf ist ein Ortsteil der Stadt Laatzen in der Region Hannover in Niedersachsen.

## Geschichte
Seine erste Erwähnung fand Grasdorf 1236 in einer Urkunde des Hildesheimer Bischofs Konrad II. Der Name entwickelte sich von Grafestorpe über Grafendorf zu Grasdorf.
Nach dem Dreißigjährigen Krieg wurde Grasdorf dem Amt Koldingen zugeordnet. 1824 ging das Amt Koldingen im neuen Amt Hannover auf.
Vom Ende des 16. Jahrhunderts bis 1835 hatte Grasdorf unverändert etwa 60 Hofstellen. Dann wurden Ländereien, Waldungen und Wiesen neu verteilt und damit die Rahmenbedingungen für die Bevölkerung verbessert.
Am 1. Januar 1964 schlossen sich die Gemeinden Grasdorf und Laatzen freiwillig zusammen. Die neue Gemeinde Laatzen erhielt 1968 die Stadtrechte verliehen.

## Politik

### Ortsrat und Ortsbürgermeister
Auf kommunaler Ebene wird Grasdorf von dem Ortsrat des Kernortes Laatzen vertreten.

### Wappen
Der Entwurf des Wappens von Grasdorf stammt von dem in Gadenstedt geborenen und später in Hannover lebenden Heraldiker und Grafiker Alfred Brecht, der schon die Wappen von Bantorf, Barrigsen, Egestorf und vielen anderen Ortschaften im Landkreis Hannover entworfen hat. Die Genehmigung des Wappens wurde am 9. Juni 1958 durch den Niedersächsischen Minister des Innern erteilt.
| Wappen von Grasdorf | Blasonierung: „In Gold auf grünem, mit silbernem Wellenbalken belegten Dreiberg ein grünes Grasbüschel.“ |
| Wappen von Grasdorf | Wappenbegründung: Für die Gestaltung des Wappens war die volkstümliche Namensdeutung „Gras-Dorf“ sowie die Lage der Gemarkung zu beiden Seiten der Leine mit den drei Erhebungen „Kronsberg“, „Döseckenberg“ und „Liethberg“ maßgebend. |

## Kultur und Sehenswürdigkeiten

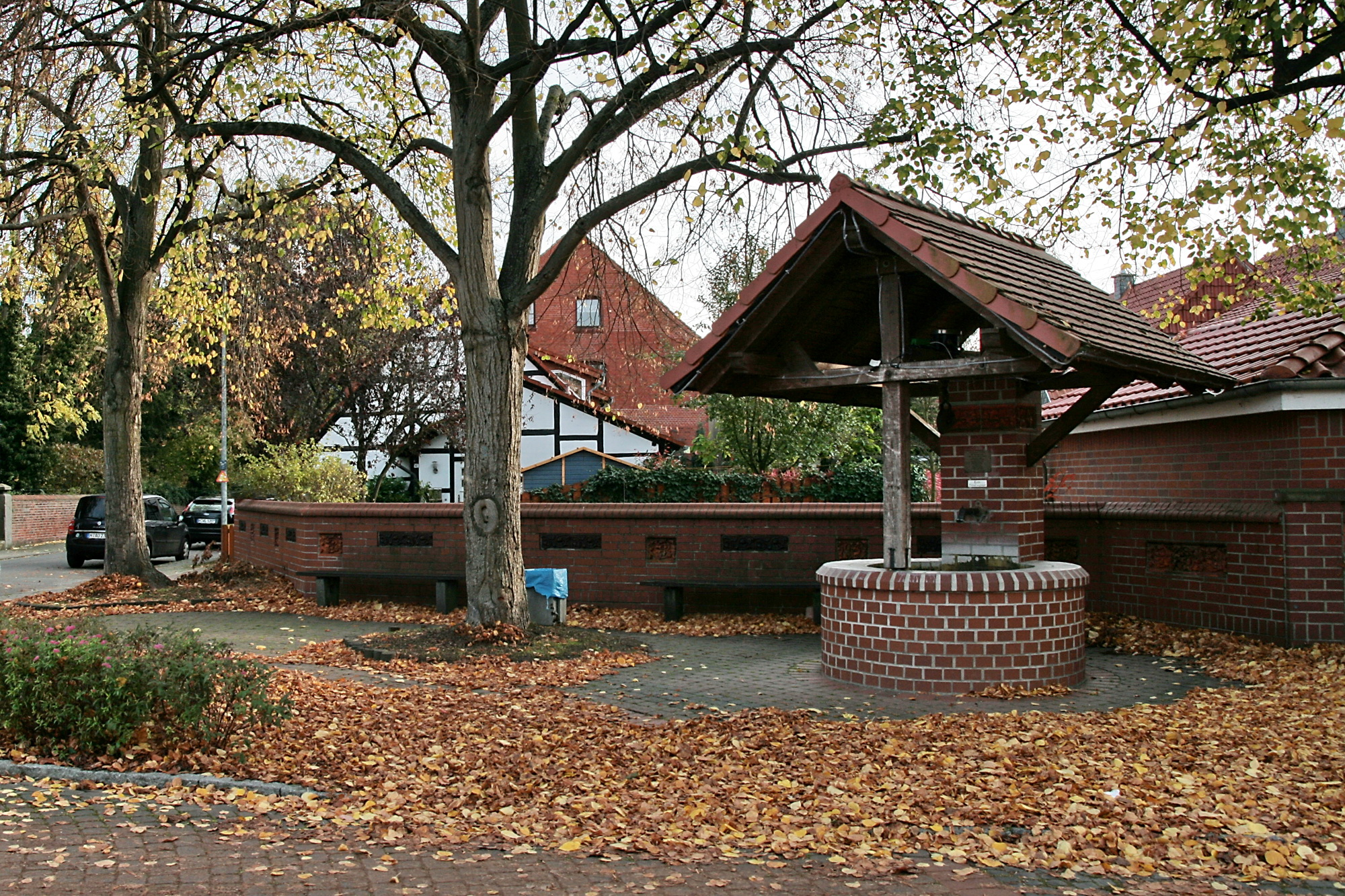
Grasdorfer Dorfbrunnen

Der Ort liegt am Rand des Landschaftsschutzgebiets Obere Leine, im Volksmund Leinemasch genannt.
Auf dem Gelände der heutige St.-Marien-Kirche wurde erstmals Mitte des 14. Jahrhunderts eine Kirche im romanischen Stil angelehnt an einen bereits vorhandenen romanischen Wehrturm erbaut. Nach einem Gewölbeeinsturz 1733 folgte 1736 der Neubau des Kirchenschiffs als Barockkirche mit Kanzelaltar. Der mittelalterliche Turm blieb vorhanden. Nachdem die Kirche 1935/36 umfassend renoviert wurde, wurde sie 1943 bei der „Grasdorfer Bombennacht“ bis auf die Grundmauern zerstört. 1946 bis 1949 erfolgte der Wiederaufbau. 1959 wurde der Ausbau vollständig beendet. Zwischen 2009 und 2017 wurden Glockenstuhl und Turm renoviert.
Auf der Kreuzung zwischen den Straßen Kirchstraße und Am Thie liegt der Platz Am Thie. Dieser wurde 1987 nach Plänen des Grasdorfer Architekten und Heimatforschers Helmuth Flohr umgestaltet. Zur Eröffnung wurde erstmals das Brunnenfest gefeiert. Das Dorffest findet seitdem jährlich am 3. Samstag im September statt.
Baudenkmale
- Siehe Liste der Baudenkmale in Grasdorf

## Vereine
Im Ort sind mit dem 1896 gegründeten Turnverein VfL Grasdorf (ehemals Turnerbund Grasdorf) und dem 1908 gegründeten Fußballverein Germania Grasdorf (ehemals Germania von 1908) zwei Sportvereine ansässig.
Der ehemalige Volkschor Grasdorf ist heute ein Gospelchor unter dem Namen Just Spirit.
Die Freiwillige Feuerwehr Grasdorf wurde 1902 gegründet und 1922 um einen Spielmannszug erweitert.

## Wirtschaft und Infrastruktur
In Grasdorf verkehrt auf der Hildesheimer Straße eine Linie der Stadtbahn Hannover. Aus Platzgründen verläuft die Strecke hier zum Teil einspurig mit einer Gleisverschlingung. Eine Buslinie verbindet den Stadtteil mit Laatzen-Mitte und Rethen.
Bis Mitte des 20. Jahrhunderts war die Straße „Langer Brink“ von Geschäften gesäumt. Ansässig waren vor allem Lebensmittelläden, von denen die meisten aufgrund der zunehmenden Einkaufsmöglichkeiten in Hannover und dem Leine-Center vor Beginn des 21. Jahrhunderts schlossen. 2013 gab mit einer Fleischerei der vorletzte Laden der einstigen Geschäftsstraße auf. Seit den 1970er Jahren siedeln sich an der Hildesheimer Straße längs der Straßenbahnschienen Friseure, Schnellimbisse und Discount-Supermärkte an.

## Schulen und Kindergärten
In Grasdorf gibt es die Grundschule Grasdorf und die Waldorf-Förderschule Freie Martinsschule. Zwischen Grundschule und Kirche befindet sich der Kindergarten St. Marien.

## Persönlichkeiten
- Christian Böse (1674–1760), Mineraloge, Hüttenmeister und Forstbeamter